# Tithon

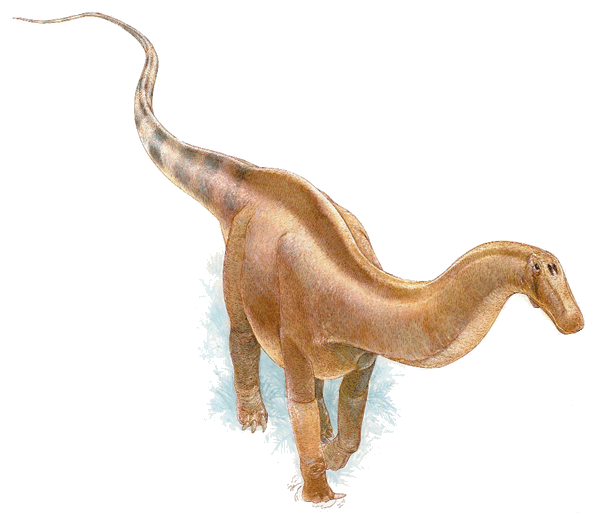
Supersaurus

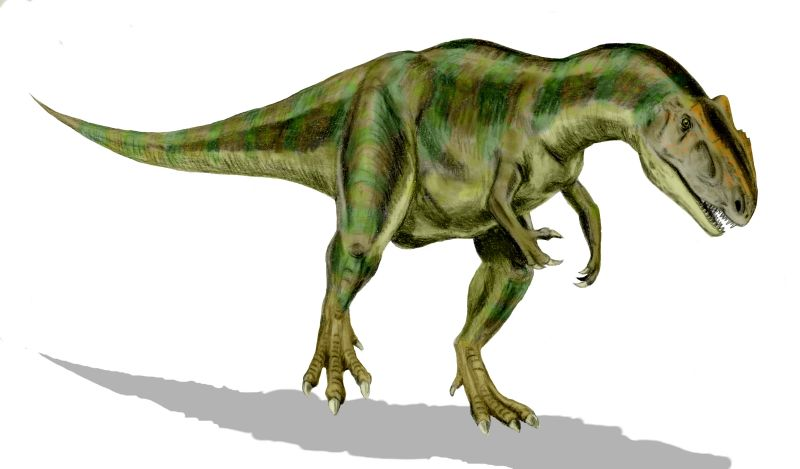
Allosaurus

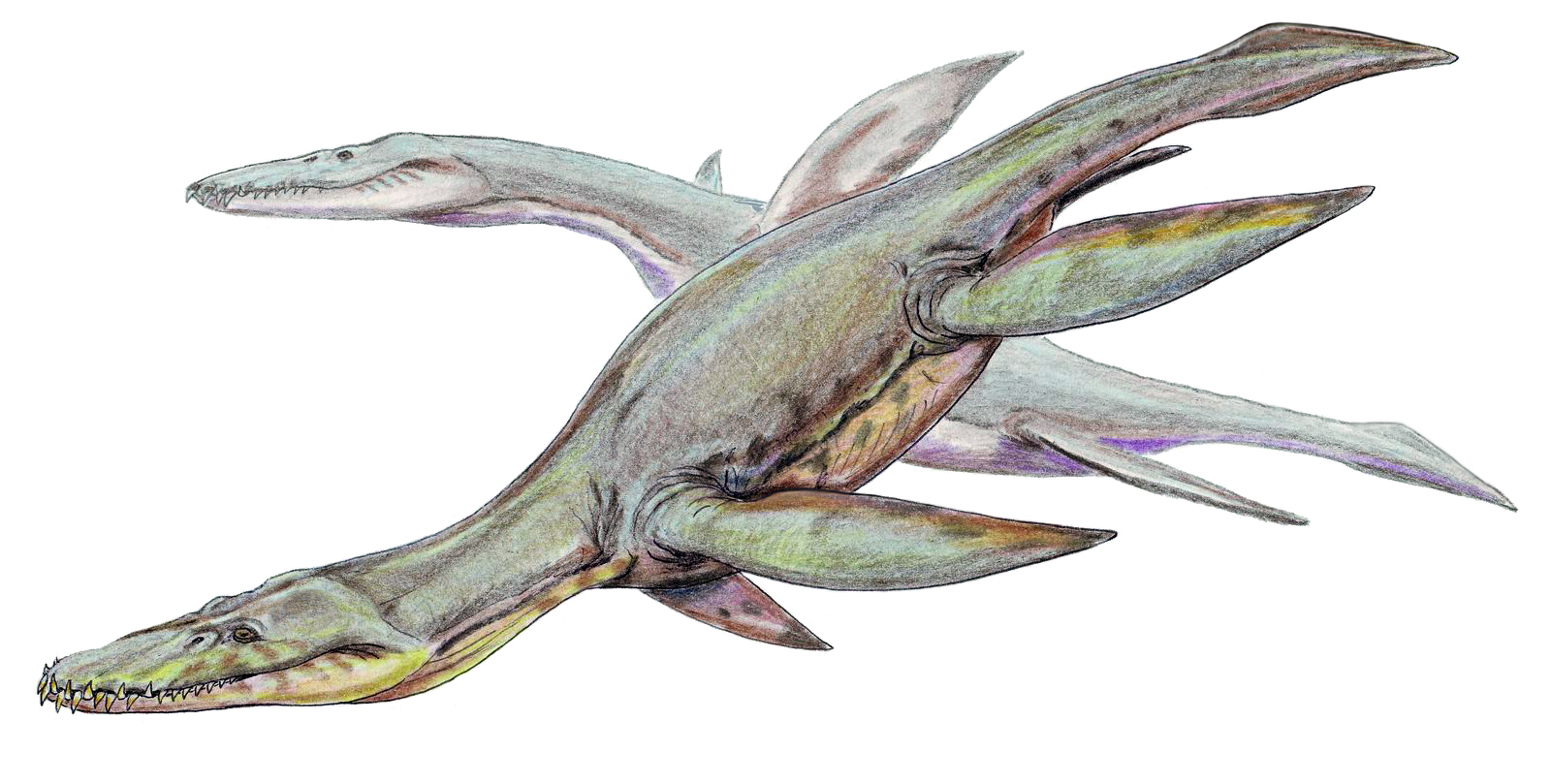
Simolestes

Tithon je poslední stratigrafický stupeň jury, následující po kimmeridži. Podle chronologie přijaté roku 2012 Mezinárodní komisí pro stratigrafii začal před 152,1 miliony let (± 0,9 milionu) a skončil před 145,0 miliony let (± 0,8 milionu).
Název zavedl roku 1865 německý paleontolog Albert Oppel. Epochu pojmenoval podle Tithóna, manžela bohyně úsvitu Éós, protože leží na úsvitu křídy. (Tithon se tak liší od jiných stupňů mezozoika, které jsou pojmenovány podle geografického naleziště.) Tithon je vymezen biozónou amonita druhu  Hybonoticeras hybonotum, skončil objevením prvoka druhu Calpionella alpina. 

## Někteří představitelé tehdejší fauny
- Diplodocus
- Apatosaurus
- Supersaurus
- Stegosaurus[3]
- Mymoorapelta
- Othnielia
- Allosaurus[4]
- Fruitadens
- Archaeopteryx
- Metriorhynchus
- Dakosaurus
- Simolestes
- Chaoyangsaurus
- Camptosaurus
- Pterodactylus
- Produvalia